# Agnes Bruckner

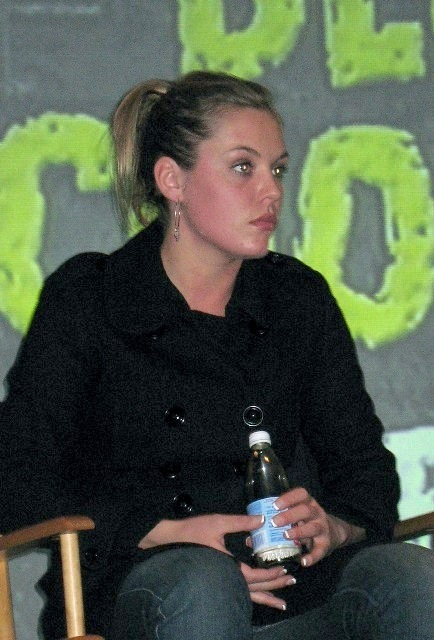
Agnes Bruckner

Agnes Bruckner (Los Angeles, 16 agosto 1985) è un'attrice statunitense.

## Biografia
Nasce a Los Angeles, in California, nel 1985 da padre ungherese d'origine tedesca per parte paterna e da madre russa. I genitori si conobbero in Ungheria e si stabilirono negli Stati Uniti nel 1984, dopo aver soggiornato per un certo periodo di tempo in un campo per rifugiati in Italia.
Ha esordito nella soap opera Beautiful a dodici anni, dove per due anni ha interpretato il ruolo di Bridget Forrester. Dopo fugaci apparizioni in telefilm come Pacific Blue e Il tocco di un angelo, nel 2001 ottiene un ruolo nel film Prigione di vetro, l'anno seguente partecipa a Formula per un delitto con Sandra Bullock.
Nel 2003 prende parte alcuni episodi di 24, nel 2004 recita al fianco di Orlando Bloom in Haven. È poi protagonista dell'horror-voodoo Venom (2005), diretto dall'inglese Jim Gillespie, e dell'horror Il mistero del bosco (The Woods, 2006), diretto da Lucky McKee. Nel 2007 con Hugh Dancy recita in Blood and Chocolate.
Nel 2009 ottiene il ruolo della protagonista nel film horror Vacancy 2 - L'inizio.

## Filmografia

### Cinema
- Girl, regia di Amanda Michener - cortometraggio (1997)
- The Shrunken City, regia di Ted Nicolaou (1998)
- Prigione di vetro (The Glass House), regia di Daniel Sackheim (2001)
- Blue car, regia di Karen Moncrieff (2002)
- Home Room, regia di Paul F. Ryan (2002)
- Formula per un delitto (Murder by Numbers), regia di Barbet Schroeder (2002)
- Rick, regia di Curtiss Clayton (2003)
- Stateside - Anime ribelli (Stateside), regia di Reverge Anselmo (2004)
- Haven, regia di Frank E. Flowers (2004)
- The Iris Effect, regia di Nikolay Lebedev (2005)
- Venom, regia di Jim Gillespie (2005)
- Il mistero del bosco (The Woods), regia di Lucky McKee (2006)
- Un sogno troppo grande (Dreamland), regia di Jason Matzner (2006)
- La forza del campione (Peaceful Warrior), regia di Victor Salva (2006)
- Blood and Chocolate regia di Katja von Garnier (2007)
- Vacancy 2 - L'inizio (Vacancy 2 - The First Cut), regia di Eric Bross (2008)
- Kill Theory, regia di Chris Moore (2009)
- A Good Funeral, regia di David Moreton (2009)
- Open Gate, regia di Dan Jackson (2011)
- The Pact, regia di Nicholas McCarthy (2012)
- The Millionaire Tour, regia di Inon Shampanier (2012)
- The Baytown Outlaws - I fuorilegge (The Baytown Outlaws), regia di Barry Battles (2012)
- The Citizien, regia di Sam Kadi (2012)
- Breaking the Girls, regia di Jamie Babbit (2012)
- Wrong Cops, regia di Quentin Dupieux (2013)
- A Bit of Bad Luck, regia di John Fuhrman (2014)
- There Is a New World Somewhere, regia di Li Lu (2015)
- Back Fork, regia di Josh Stewart (2019)
- Immortal, regia collettiva (2019)
- The Murder of Nicole Brown Simpson, regia di Daniel Farrands (2019)
- The 11th Green, regia di Christopher Münch (2020)

### Televisione
- Beautiful (The Bold and the Beautiful) – serial TV, 66 episodi (1997-1999)
- Pacific Blue – serie TV, episodio 5x17 (2000)
- Il fuggitivo (The Fugitive) – serie TV, episodio 1x12 (2001)
- Il tocco di un angelo (Touched by an Angel) – serie TV, episodio 7x18 (2001)
- Alias – serie TV, episodi 1x12-1x13 (2002)
- 24 – serie TV, 5 episodi (2003)
- Law & Order: Criminal Intent – serie TV, episodio 6x07 (2006)
- Dirty Sexy Money – serie TV, episodio 2x13 (2009)
- Private Practice – serie TV, 5 episodi (2009)
- The Craigslist Killer, regia di Stephen Kay – film TV (2011)
- Hawaii Five-0 – serie TV, episodio 1x15 (2011)
- Fairly Legal – serie TV, episodio 2x08 (2012)
- Covert Affairs – serie TV, episodi 3x10-3x11 (2012)
- Anna Nicole - Una vita da playmate (Anna Nicole), regia di Mary Harron – film TV (2013)
- C'era una volta (Once Upon a Time) – serie TV, episodi 4x20-4x21-4x23 (2015)
- The Returned – serie TV, 10 episodi (2015)

## Doppiatrici italiane
Nelle versioni in italiano delle opere in cui  ha recitato, Agnes Bruckner è stata doppiata da:
- Federica De Bortoli in Alias, Haven, Venom
- Domitilla D'Amico in Formula per un delitto
- Maria Letizia Scifoni ne Il mistero del bosco
- Olivia Manescalchi in Law & Order: Criminal Intent
- Emanuela Damasio in Stateside - Anime ribelli
- Barbara De Bortoli in Blood and chocolate
- Micaela Incitti in Private Practice
- Valentina Favazza in Hawaii Five-0
- Benedetta Degli Innocenti in C'era una volta
- Stella Musy in The Returned